# Anna Gersznik
Anna Gersznik, z domu Segał, ros. Анна Сегал (ur. 13 września 1975) – amerykańska szachistka, do 1990 reprezentująca Związek Radziecki, a w latach 1990–2005 – Izrael, arcymistrzyni od 1995 roku.

## Kariera szachowa
W 1989 zdobyła w Aguadilli tytuł mistrzyni świata juniorek do 14 lat. W następnym roku jej rodzina wyjechała do Izraela, a Anna od razu znalazła się w ścisłej czołówce szachistek tego kraju. W latach 1990–1998 pięciokrotnie (w tym raz na I szachownicy) wystąpiła na szachowych olimpiadach, oprócz tego, w 1992 uczestniczyła w drużynowych mistrzostwach Europy. W 1991 zajęła III m. (za Tatianą Lemaczko i Constanze Jahn) w turnieju strefowym (eliminacji mistrzostw świata), rozegranym w Grazu. W następnych latach kilkukrotnie reprezentowała Izrael na mistrzostwach świata (1992, 1993 – do 18 lat, 1995 – do 20 lat) i Europy (1994, 1995 – do 20 lat) juniorek. W 1993 podzieliła IV m. w turnieju First Saturday FS12 IM-A w Budapeszcie, natomiast w 1998 awansowała do półfinału rozegranych systemem pucharowym indywidualnych mistrzostw Izraela, przegrywając w nim z Ellą Pitam. W 1999 zakończyła czynną szachową karierę.
Najwyższy ranking w karierze osiągnęła 1 lipca 1995, z wynikiem 2335 punktów dzieliła wówczas 49-51. miejsce na światowej liście4 FIDE, jednocześnie zajmując 1. miejsce wśród izraelskich szachistek.